# 長谷川亀一郎
長谷川 亀一郎（龜一郎、はせがわ かめいちろう、1863年4月14日（文久3年2月27日）- 1927年（昭和2年）3月4日）は、明治から大正期の実業家、政治家。衆議院議員。

## 経歴
尾張国丹羽郡、のちの愛知県丹羽郡穂波村（西成村を経て現一宮市）で、尾張藩士・長谷川甚左衛門の二男として生まれた。鷲津私立学校で漢学を修めた。製糸業、石炭販売業を営む。日清戦争に従軍。
木曽川三川四百七箇村土功会議員、愛知県会議員、丹羽郡会議員、同参事会員、愛知県税賦課額調査委員を務めた。1894年（明治27年）9月、第4回衆議院議員総選挙（愛知県第4区、無所属）で当選し、その後、新自由党に所属し衆議院議員に1期在任した。
その後、愛知県湯屋連合組合組長、愛知県会議員、同市部会議長、名古屋市会議員、名古屋商業会議所特別議員、日本赤十字社終身社員などを務めた。